# Skrill
Moneybookers (Skrill) es un negocio de comercio electrónico que permite que los pagos y transferencias de dinero se hagan  a través de Internet. Sirve como una alternativa electrónica a los métodos tradicionales en papel como los cheques y giros postales. Moneybookers realiza el procesamiento de pagos para sitios web, sitios de subastas en línea, y otros usuarios corporativos.
La compañía es propiedad y operada por Skrill Limited, una empresa con sede en el Reino Unido registrada con Rentas y Aduanas de Su Majestad y regulada por la Financial Conduct Authority (FCA) con licencia para operar dentro del Espacio Económico Europeo (EEE).
Desde 2015, Skrill pertenece al Grupo Paysafe, junto con el excompetidor Neteller y el medio de prepago Paysafecard.

## Historia
El dominio de Moneybooker fue creado el 17 de junio de 2001. El 27 de julio de 2001, Moneybookers Limited se incorporó en el Reino Unido. Se puso en marcha el 1 de abril de 2002, según el centro de prensa de Moneybookers. 
Al igual que muchos competidores servicios de transferencia de fondos en línea (por ejemplo, PayPal), Moneybookers requirió verificación de identidad antes de usar su servicio para minimizar el fraude y prevenir el blanqueo de dinero.
En marzo de 2007 Moneybookers fue comprado por Investcorp Technology Partners por € 105 millones y, del 9 de marzo de 2009 se ha puesto en venta por sus propietarios Investcorp para un estimados de 365 millones de euros.
Casi 2 millones de nuevos usuarios se registraron en Moneybookers en el primer año y medio de funcionamiento. El  2 de septiembre de 2008 Moneybookers fue reclamada para operar en todos los países y manejaron más de 5,5 millones de cuentas. El 27 de enero de 2010, Moneybookers afirmó que tenía más de 10,8 millones de titulares de cuentas.
En 2011, la base de clientes de la compañía alcanzó los 25 millones, incluidas 120,000 cuentas comerciales, su pasarela de pago fue integrada por una serie de marcas globales en línea, como Facebook, Skype y eBay.
En septiembre de 2011, Moneybookers anunció que cambiarían el nombre de su servicio como Skrill. El cambio de marca del producto se completó en 2013.

## Los negocios
Moneybookers permitió a los clientes enviar, recibir y poseer fondos en más de 30 monedas en todo el mundo y ofreció pagos locales en más de 40 países. Moneybookers también ofreció pagos de fideicomiso (para el comercio en línea), así como de SMS en línea y servicios de envío de fax. 
En febrero de 2009, Moneybookers con sede en la división "Moneybookers EE.UU. Inc." se integró a eBay.com como proveedor oficial de eBay pago. 
Moneybookers.com se reservó el derecho a bloquear cualquier cuenta en cualquier momento. Además también se reservó el derecho de imponer un canon sobre cualquier cuenta en cualquier momento siempre que un cliente no cumpliera con los términos y condiciones acordados en el momento del registro.

## Estado del Banco
La compañía es propiedad y operada por Skrill Limited, una empresa con sede en el Reino Unido registrada con Rentas y Aduanas de Su Majestad y regulada por la Financial Conduct Authority (FCA) con licencia para operar dentro del Espacio Económico Europeo (EEE).